# 甯河 (弘治進士)
寧河（1469年—？），字伯東，號石津，直隸定邊衛軍籍，山西稷山縣人，明朝政治人物。

## 生平
順天府鄉試第三十六名舉人。弘治十八年（1505年）中式乙丑科會試第二百十四名，二甲第三十二名進士。授户部主事，出为河南臨漳知縣，擢知德州，正德七年（1513年）以贤能擢升河南按察司佥事，兵备信阳。

## 家族
曾祖寧實嗣；祖父寧剛，壽官；父寧賢，知縣。母朱氏。慈侍下。